# Шумска сова
Шумска сова (лат. Strix aluco) врста је птица која припада реду сова (Strigiformes) и породици правих сова (Strigidae). Припада средње великим совама, тело је дужине од 40 до 46 cm и распон крила од 90 до 105 cm. Ова збијена сова смеђег или сивог перја лови плен углавном ноћу. Има крупне црне очи и нема ушне ћубе. Шумска сова је станарица и углавном насељава старе лишћарске и мешовите шуме, али и људска насеља и паркове. Не налази се на IUCN црвеној листи и по критеријумима у последњих десет година оне су процењене као „најмања брига“. Ипак у Србији је шумска сова на листи строго заштићених врста птица, с обзиром на то да је већина шума млада па нема довољно старих стабала са дупљама у којима се оне гнезде.

## Опис врсте
Шумска сова је снажна птица, масе од 400 до 800 g. Женке су веће и масивније од мужјака као и код осталих врста сова. Мужјаци су дужине 40–43,5 cm, са распоном крила 90–95 cm и масе 410–550 g, а женке дужине тела 43,5–46,0 cm, распона крила 94–105 cm и масе 410–800 g. Ова средње велика сова са релативно крупном округлом главом, је кестенасто-смеђе боје или светлосмеђе са сивом нијансом уместо тамносмеђе, прошарана је тамним уздужним пругама. Јединке средњег узраста имају различите нијансе жуто-смеђе, тамножуте, браон или браон боје са сивим нијансама, па је ова врста на енглеском језику позната као „Еуроазијска жутосмеђа сова“ (енгл. Eurasian Tawny Owl). Горњи делови тела су тамније боје, смеђе или кестенасте, док су доњи делови тела (груди и стомак) светлије нијансе, прљаво беле или кремасте боје. Богато су испругани риђим или тамнобраон пругама нарочито на грудима, док је реп кратак. На глави нема „ушке“ — уздигнуто перје које подсећа на уши, односно има упадљив пернати оквир око очију (фацијални диск). Кљун је светложуте боје, а ноге су добро оперјале. Позната је по свом оглашавању: „хуу-ху-ху“, које се понавља у размаку од сваке три секунде.

### Вид и слух
Очи су јој велике, смештене су на предњој страни главе и имају добар ноћни вид. За разлику од већине сова које имају жуту или наранџасту боју очију, шумска сова има тамне беоњаче. Слух је изузетно добро развијен. Совине уши су смештене лево и десно од очију у облику малих отвора који су заштићени перјем и нису на истој висини, једно је више, а друго ниже у односу на очи. Баш та асиметричност ушију даје им тродимензионалност звука. Слух им је врло осетљив тако да свој плен могу лоцирати и у потпуној тами.

## Начин живота
Дан проводи дремајући уз стабло или у некој шупљој грани, по заласку сунца креће у лов. Шумска сова лети са мало замаха заобљеним крилима. Као и већина сова, у лету је тиха захваљујући меким перима. Ова врста је неустрашива што се тиче одбране гнезда и младунчади, и уљеза напада својим оштрим канџама. Тада могу бити нападнути пси, мачке и људи. Просечан животни век шумских сова је 5 година, али су познати случајеви животног века од 18 година у дивљини, И од 27 година у затвореништву.

### Станиште и исхрана
Станарица је и строго територијална врста. Након што млада птица једном заузме територију, брани је и на њој остаје читав свој живот. Настањује шуме, паркове и веће вртове. Шумској сови главни вид исхране чине мишолики глодари, мада се храни и ситним птицама, гмизавцима, водоземцима и инсектима, а уме да улови и рибу.

### Гнежђење и размножавање
Пар који се везао, брани своју територију целу годину и одржава је са незнатним променама из године у годину. Гнезди се претежно у напуштеним дупљама веверица, али заузима и напуштена гнезда сврака. Места за гнежђење су јој, такође, шупља дебла, којих нажалост у природи има све мање због експлоатације шума. Такође из истог разлога, недостатка природних дупљи за гнежђење, младе шуме су лош дом, па многи парови шумских сова у Србији имају проблем са проналажењем одговарајућих, безбедних места за гнежђење и одмор. Зато се понекад гнезде на тлу, где често постају жртве дивљих свиња, куна, лисица, паса, змија. Повремено се гнезде и на таванима кућа.
Леже од фебруара, а на северу и касније, али никад након средине марта што је случај у Скандинавији. У пологу обично има 2-5 јаја. Женка, лежи на јајима 28-30 дана. Јаја су беле боје димензија око 48 x 39 , и тежине 39,0 g од које је 7% маса љуске.
Младунци гнездо напуштају у доби од 25-30 дана и тада се скривају на оближњим гранама, а за лет су способни 10 дана касније. Родитељи брину о младунцима два или три месеца после њиховог излегања. Младунци се осамостаљују у доби од 15-17 недеља, па од августа до новембра теже да пронађу своју територију коју ће населити. Ако не успеју да нађу одговарајућу територију углавном гину од глади. Током живота остају заједно са својим партнером (моногамни однос).

## Распрострањеност
Шумска сова је најчешћа врста која се може срести у Србији у шумама са још неколико врста сова, претпоставља се да се гнезди око 11.000 парова. На вршачким планинама које су углавном прекривене шумом, где је такође најзаступљенија врста у протеклој деценији су природњачко друштво „ГЕА“ и јавно предузеће „Варош“ (старалац природног добра Вршачке планине) поставили су око 100 кућица за шумску и уралску сову, што се показало врло успешним. Шумска сова је неравномерно распрострањена од Евроазије, Велике Британије и Иберијског полуострва до Кореје на истоку, а јужно до Ирана и Хималаја. Подврста S. a. mauritanica проширује опсег распрострањеност врсте на северозапад Африке. Ово врста сове станарице није присутна у Ирској, а само ретки примери се могу срести на Балеарским и Канарским острвима . Шумска сова је углавном равничарска (низијска) птица у хладнијим деловима њеног ареала, али неке врсте имају станишта на висинама до 550 m у Шкотској, 1,600 m на Алпима, 2.350 m у Турској и до 2.800 m у Бурми. Шумска сова је географски распрострањена на површини од најмање 10 милиона km² и има велику популацију, која броји око 970,000-2.000.000 јединки само у Европи. Тренд раста популације није поуздано одређен, али постоје наводи да се она повећава. Ова врста није угрожена, и наведена је као последња брига јер има широко распрострањење. Падови популације су се догодили само у Финској, Естонији, Италији и Албанији.

## Подврсте
Шумска сова је типичан представник рода Strix, који броји 13 врста, док се у Европи гнезде три врсте из овог рода: шумска сова, Лапонска сова и Уралска сова. На списку испод су наведене подврсте врсте Strix aluco:
| Подврста, стручни назив | Распрострањеност подврсте                             | Описао |
| ----------------------- | ----------------------------------------------------- | ------ |
|                         | Северна и централна Европа                            | , 1758 |
|                         | Западна Европа укључујући В. Британију                | , 1809 |
|                         | Непал и део Кине, јужно Бурма и Тајланд               | , 1845 |
|                         | Пакистан, регион Кашмира                              | , 1881 |
|                         | Палестина, север Ирана и Кавказ                       | , 1896 |
|                         | Северозапад Африке, од Марока до Туниса и Мауританија | , 1905 |
|                         | Запад и североисток Ирана                             | , 1905 |
|                         | Североисток Кине и Кореја                             | , 1907 |
|                         | Туркменистан                                          | , 1911 |
|                         | Централна Русија од Урала до запада Сибира            | , 1933 |
|                         | Тајван                                                | , 1936 |